# Eberhard Zmol
Eberhard Zmol (meist Everhardus; * vor 1310; † nach 1335) war markgräflicher Rat und Protonotarius in Brandenburg, Propst von Stolpe und Berlin.

## Leben
Eberhard wurde 1310/11 erstmals als Propst von Stolpe erwähnt. Danach erschien er mehrmals in Urkunden von Markgraf Waldemar und wurde 1317 als unser über alles geliebter Protonotar bezeichnet. 1319 wurde er Propst von Berlin in einer Verfügung von Markgraf Waldemar und Bischof Johann von Brandenburg, in der die Propstei Berlin mit den Pfarrkirchen St. Nikolai in Berlin und St. Petri in Cölln vereinigt wurde. 1335 wurde er letztmals als Propst erwähnt.